# Iwan Sondej
Iwan Stepanowycz Sondej, ukr. Іван Степанович Сондей (ur. 15 stycznia 1994 we wsi Hołyń, w obwodzie iwanofrankiwskim) – ukraiński piłkarz, grający na pozycji pomocnika.

## Kariera piłkarska

### Kariera klubowa
Wychowanek klubów Prykarpattia Iwano-Frankiwsk, BRW-WIK Włodzimierz Wołyński i Dynamo Kijów, barwy których bronił w juniorskich mistrzostwach Ukrainy (DJuFL). Wiosną 2012 rozpoczął karierę piłkarską w miejscowym zespole amatorskim FK Kałusz, skąd latem 2012 został zaproszony do Dnipra Dniepropetrowsk, gdzie występował w drużynie rezerw. Po wygaśnięciu kontraktu przeszedł do klubu Naftowyk-Ukrnafta Ochtyrka i 26 lipca 2014 debiutował w podstawowym składzie. W lipcu 2017 podpisał kontrakt z Olimpikiem Donieck. 10 lipca 2019 przeniósł się do MFK Mikołajów.

### Kariera reprezentacyjna
Występował w juniorskiej reprezentacji Ukrainy.